# Стави Севастополя
Стави Севастополя — стави, які розташовані на території, яка підпорядкована міськраді Севастополя.  
На території Севастополя налічується 96 ставків, загальною площею 336 га. 

## Загальна характеристика
Територія, яка підпорядковується міськраді Севастополя, становить 1079 км², в тому числі акваторії внутрішніх морських бухт займають 216 км². 
Місто розташовано у південно-західній частині Криму на Гераклейському півострові. 
На заході і півдні територія, підпорядкована Севастопольській міськраді, обмежена береговою лінією Чорного моря, загальна протяжність якої становить 152 км. 
Узбережжя в районі Севастополя має понад 30 незамерзаючих морських бухт, найдовша з них – Севастопольська бухта більш ніж на 8 км йде вглиб півострова.
Гідрографічна мережа території Севастополя - річки Бельбек (загальна довжина річки 63 км, площа водозбору 505 км²), Чорна (41 км, 436 км²) та Кача (69 км, 573 км²), які займають у Криму за повноводністю, відповідно, перше, друге і четверте місця.
На території Севастополя налічується 96 ставків, загальною площею 336 га та об'ємом 12,0 млн. м³. 
Найбільше ставків у басейні р. Чорна (52 шт.), у басейні р. Кача – 21, у басейні р. Бельбек – 5.

## Наявність ставків у межах основних річок на території м. Севастополя[1]
| Район річкового басейну             | Кількість ставків, шт. | Площа ставків, га | Об'єм ставків, млн м³ | В оренді, шт. | В оренді, га |
| ----------------------------------- | ---------------------- | ----------------- | --------------------- | ------------- | ------------ |
| Річки басейну Чорного моря, в т. ч. | 96                     | 336               | 12,0                  | -*            | -            |
| р. Кача                             | 21                     | 111               | 2,3                   | -             | -            |
| р. Бельбек                          | 5                      | 14                | 1,1                   | -             | -            |
| р. Чорна                            | 52                     | 184               | 8,2                   | -             | -            |
| Разом                               | 96                     | 336               | 12,0                  | -             | -            |

Примітки:  -* -  немає ставків, переданих в оренду.